# Kółko i krzyżyk
Kółko i krzyżyk – gra strategiczna rozgrywana przez dwóch graczy, najczęściej na kartce w kratkę. Gracze obejmują pola na przemian dążąc do objęcia trzech pól w jednej linii, przy jednoczesnym uniemożliwieniu tego samego przeciwnikowi. Pole może być objęte przez jednego gracza i nie zmienia swego właściciela przez cały przebieg gry. W najbardziej popularnej w Polsce wersji gra odbywa się na polu o wymiarach 3x3.
Graficznie (np. na kartce) gra najczęściej przebiega następująco:
1. Pole gry wyznaczane zostaje przez nakreślenie 4 przecinających się linii: dwóch pionowo i dwóch poziomo, z których każda jest podzielona przez dwie prostopadłe do niej linie na trzy równe części.
2. Na poszczególnych polach wyznaczonych przez tę figurę (gdyby wpisać ją w kwadrat, pojedynczym polem byłby kwadrat o krawędzi 1/3 kwadratu opisanego) gracze stawiają na przemian kółko i krzyżyk.
3. Gdy któryś z graczy stworzy linię trzech krzyżyków lub trzech kółek, przekreśla ją i zostaje zwycięzcą. Gdy wszystkie pola są zajęte i nie zostaje utworzona linia, gra kończy się remisem.

Przy odpowiednio dobrze grających graczach zawsze skończy się remisem. Natomiast nie każdy ruch jest optymalny.

## Strategia gry

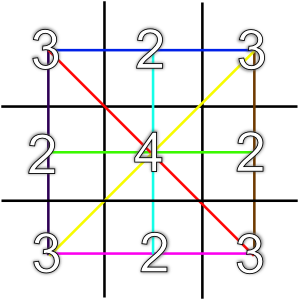
Gracz rozpoczynając od środka ma inicjatywę nad czterema rzędami, zaczynając od narożnika trzema, a zaczynając od boku tylko 2. Im większą gracz posiada inicjatywę, tym większa jest szansa na remis, nie zawsze decyduje to jednak o wygranej gracza.

Osoba, która rozpoczyna grę, ma przewagę ruchu, więc łatwiej jest jej wygrać. Osoba rozpoczynająca jako druga łatwo może jednak doprowadzić do remisu:
- Jeśli przeciwnik umieścił odpowiedni znak w narożniku kwadratu, umieści własny znak w środku kwadratu, a następnie – gdy przeciwnik będzie umieszczać własny znak w którymś z narożników – będzie stawiać swój kolejny znak pomiędzy narożnikami (nie w narożnikach) lub – gdy przeciwnik postawi swój kolejny znak obok wcześniej postawionego – zwyczajnie blokować możliwość postawienia trzeciego znaku w linii
- Jeśli przeciwnik umieścił swój znak w środku kwadratu, umieszczać będzie swój znak w narożniku kwadratu, a następnie będzie blokować możliwość uzyskania przez przeciwnika trzech znaków w linii lub – gdy przeciwnik postawi swój kolejny znak w przeciwległym narożniku – umieści swój znak w narożniku, a nie pomiędzy narożnikami
- Jeśli przeciwnik umieścił swój znak na boku kwadratu, umieszcza własny znak w środku kwadratu i następnie blokuje możliwość uzyskania przez przeciwnika trzech znaków w linii.

## Optymalny przebieg rozgrywki
Optymalny przebieg rozgrywki to taki, który daje graczom najwięcej możliwości i szybkości ułożeń oraz blokuje ułożenia przeciwnika. Istnieje 8 optymalnych przebiegów rozgrywki w kółko i krzyżyk. Z czego tylko dwie zmieniają taktykę, a reszta jest tylko analogicznymi rozgrywkami. Plansza wraz z oznakowaniem pionu i poziomu:
|   | A | B | C |   |
| 1 |   |   |   | 1 |
| 2 |   |   |   | 2 |
| 3 |   |   |   | 3 |
|   | A | B | C |   |

Przykładowy przebieg 1 z 8 optymalnych rozgrywek.
Ruch 1 (O) – ruch środkowy daje cztery możliwości ułożenia, w pionie (1) poziomie (1) i po przekątnych (2).
| 3 | 2 | 3 |
| 2 | 4 | 2 |
| 3 | 2 | 3 |

czyli:
|  |   |  |
|  | O |  |
|  |   |  |

Ruch 2 (X) – daje wybór czterech miejsc tej samej wartości (liczba ułożeń po kątach jest 2, a w pozostałych miejscach tylko 1), które rozczepiają grę na 4 analogiczne rozgrywki. W przykładzie wybrany A1,
| 2 | 1 | 2 |
| 1 | O | 1 |
| 2 | 1 | 2 |

czyli:
| X |   |  |
|   | O |  |
|   |   |  |

Ruch 3 (O) – daje pięć możliwości ułożenia,
| X | 1 | 2 |
| 1 | O | 2 |
| 2 | 2 | 2 |

ale nie są one równo wartościowe, bo nie zmniejszają o tyle samo ruchów przeciwnika
| X  | -1 | -2 |
| -1 | O  | -1 |
| -2 | -1 | -2 |

oraz nie są najszybszym ułożeniem (cyfra – ile potrzeba jeszcze znaków do ułożenia).
| X | 2 | 2 |
| 2 | O | 2 |
| 2 | 2 | 3 |

Dlatego należy wybrać jeden z tych ruchów i tworzą one rozwidlenie na dwie kolejne analogiczne rozgrywki. W przykładzie wybrany A3,
| X |   | ! |
|   | O |   |
| ! |   |   |

czyli:
| X |   |
|   | O |
| O |   |

Ruch 4 (X) – na to krzyżyk musi kontratakować (broni, a jednocześnie atakuje).
| X |   | X |
|   | O |   |
| O |   |   |

Ruch 5 (O) – a kółko odpowiada także kontratakiem.
| X | O | X |
|   | O |   |
| O |   |   |

Ruch 6 (X) – krzyżyk ponownie kontratakuje.
| X | O | X |
|   | O |   |
| O | X |   |

Ruch 7 (O) – tylko dwa ruchy dają nam ułożenie,
| X | O | X |
| 1 | O | 1 |
| O | X | 0 |

ale tylko jeden z nich zmniejsza liczbę ułożeń przeciwnika, w tym momencie do zera, co gwarantuje nam co najmniej remis.
| X | O | X  |
| 0 | O | -1 |
| O | X | -1 |

czyli,
| X | O | X |
|   | O | O |
| O | X |   |

Ruch 8 (X) – pozostaje tylko blok.
| X | O | X |
| X | O | O |
| O | X |   |

Ruch 9 (O) – ostatni ruch doprowadza do pata rozgrywki.
| X | O | X |
| X | O | O |
| O | X | O |

## Kółko i krzyżyk na nieograniczonej planszy

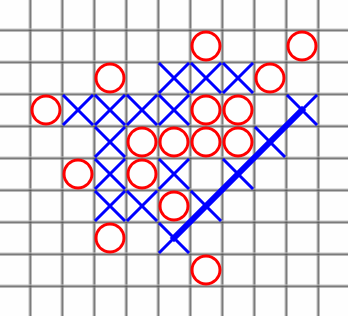
kółko i krzyżyk na nieograniczonej planszy

Czasami nazwą kółko i krzyżyk określa się także grę gomoku. W Europie współcześnie powstała równolegle bardzo zbliżona wersja: kółko i krzyżyk na nieograniczonej planszy (znana także jako: Kółko i Krzyżyk do pięciu lub Piątka). Gra się rozgrywa na kartce w kratkę. Gracze ustawiają symbole i muszą je ustawić tak, aby utworzyć rząd składający się z 5 jednostek. Gra od gomoku różni się jedynie tym, że nie może zakończyć się remisem.